# ガルフォード
ガルフォード・D・ウェラー (Galford D. Weller) は、SNK（SNKプレイモア）の対戦型格闘ゲーム『サムライスピリッツ』シリーズに登場する、架空の人物。

## 概要
第1作『SAMURAI SPIRITS』（以下『初代』）からシリーズ全ての作品に登場しているが、同シリーズから約20年後の世界を描いた『サムライスピリッツ新章 〜剣客異聞録 甦りし蒼紅の刃〜』のみ未登場。
青い瞳に金髪と一見そうには見えないが、忍術（甲賀流）を体得した正義を愛する忍者である。人物紹介では「蒼き稲妻」と紹介される通り「稲妻」を操る忍者で、必殺技のエフェクトはほぼ稲妻が帯びるようになっている。一人称は「俺」。
日本に来てから長いために日本語が堪能だが、日本語の中に英語を交えて話すことも多い。対戦中では技名などに英語を交えてるが、他のキャラクターと会話する時は流暢な日本語で会話している。『サムライスピリッツ 斬紅郎無双剣』（以下『斬紅郎無双剣』）のエンディングメッセージは全て英語の文章である。
世界を混乱に陥れようとする暗黒神・アンブロジァ、殺戮を繰り返す鬼・壬無月斬紅郎など、参戦理由は「悪を成敗するため」であることが多い。『サムライスピリッツ閃』（以下『閃』）では、父親の仇を追って戦いに赴く。
10歳の時、日本から帰ってきた船乗りたちに忍者の噂を聞き、忍者に憧れを抱く。その後、忍術を学ぶために日本に荷を降ろす船に潜入し（つまり密航）、単身（パピーとともに）来日。その前にも一度、船に潜り込もうとしたことがあったが、その際は体の数箇所に打撲傷を負って瀕死の状態だったメス犬と出会ったことで断念している。メス犬は子犬を複数生んだが、その内の一匹を除いて全て死産となった。この子犬こそがガルフォードの相棒となるパピーだった。まもなく母犬も息絶え、その死を見届けたガルフォードは己の無力さを痛感する。その後、密航に成功して日本を訪れる。
来日後、服部半蔵の師の妻である甲賀くノ一の綾女に弟子入りする。同時期に、盗みに利用するために術を取得しに来日していたアースクェイクも弟子入りしていた（しかし、彼は入門から半年で「ニンジャのギジュツは全ていただいた」と綾女のもとを離れた）。なお、アースクェイクは彼のことは全く覚えてなかったようである。ただし、『真説サムライスピリッツ 武士道烈伝』（以下『武士道烈伝』と表記）ではアースクェイクとガルフォードはともに修行を続けており、「邪天降臨之章」でガルフォードを主人公に選んだ場合には物語の冒頭で2人が対決する場面が流れたり、アースクェイクの悪事をガルフォードが単身で阻止するイベント、（条件次第で）アースクェイクがガルフォードを助太刀するイベントが発生する。「妖花慟哭之章」では、ガルフォードを主人公に選んでゲームを進めた場合、パリでコルデ家の家宝を盗んだアースクェイクに対して「やはりお前だったのか」とガルフォードが詰め寄ると、アースクェイクに「お前など知らない」と返される。『SAMURAI SPIRITS(2019)』でも最初はガルフォードのことを忘れていたものの、勝利セリフでどうにか「あの時の犬連れたガキ」とまでは思い出せた。
『斬紅郎無双剣』より取り入れられたシステム・"修羅"と"羅刹"では、羅刹のガルフォードはパピーを連れずに闘う。

### キャラクターデザイン
設定資料集によると、顔立ちは目鼻立ちのはっきりした男前。やや甘めの系統の顔立ち
。
モデルはリバー・フェニックスとされる。性格は明朗快活。前髪を下ろして真ん中で分けた金髪のショートヘアーに、碧い瞳を持つ。身長は71インチ(180.3cm)であり、サムライスピリッツのレギュラーキャラクターの中では高身長に属するキャラクターである。
「蒼き稲妻」「インパクトブルー」などのキャッチコピーのように青がイメージカラー。
衣装は、2D作品ではカラーリングを除けば服部半蔵と同様のデザインで、忍装束に球状をベースにした肩当てと脛当てを身につけ、マフラーを首に巻いている。デフォルトカラーでは真っ青な忍装束にオレンジ色のマフラーとなり、この点は衣装デザインが変更された他の作品でも引き継がれている。
『SAMURAI SPIRITS 〜侍魂〜』(以下『侍魂』) 以降の3D作品では衣装デザインが明確に半蔵と差別化され、鎧の肩当て籠手とマフラーを身につけずに、装束の中に半袖のインナーと手袋を新たに着用し、鎧は黄色の脛当てのみとなり軽装になった。それまでつけていたマフラーはパピーの首に巻かれている。
最新作の『SAMURAI　SPIRITS(2019)』では新たに金色の肩当てと籠手を装着し、装束の下に長籠手を着用している。肩当ての形状も従来作品のものとは異なる形となっている。

#### キャラクター性能
自身のスピードを生かした闘い方を得意とする。通常攻撃やコマンド投げ等、比較的中～近距離を得意とするが、飛び道具が多い為に遠距離も苦にしない。ただしパピィを使う技は隙がある技も多い。武器を落としても武器を使用しない技が豊富な為、ほぼ全ての必殺技が使える。「稲妻」を自在に操るため、必殺技はほぼ「雷」のエフェクトが走る。
RPG作品の『武士道列伝』では固有属性は「雷」。キャラの中でスピードが最も早く、ほぼ必ずパーティーの先陣を切る上、その素早さから1ターンに攻撃回数が二回廻ってくることがある。

### ガルフォード（羅刹）
『斬紅郎無双剣』より登場する、パピーを連れず一人で戦う羅刹側のガルフォード。
『SAMURAI SPIRITS2 〜アスラ斬魔伝〜』（以下『アスラ斬魔伝』）では修羅と羅刹でコスチュームが異なる数人の内の一人であり、口調も相まって修羅とは印象が変化する。衣装は暗めの紺色で修羅のようなインナーを着用せず、口元をマフラーで隠すなど、より忍者らしい風貌になっている。頭髪の色はシリーズによるが銀髪か金髪になっている。技を出す時の掛け声も修羅より英語を多用する。明るく爽やか系な修羅ガルフォードに比べ、羅刹はクール系となっている。
家庭用移植版『サムライスピリッツ 天下一剣客伝』（以下『天下一剣客伝』）では、これまでのように修羅・羅刹のシステムが取り入れられていなかったのだが、隠しキャラクターとして、通常のガルフォードとは別に羅刹ガルフォードがプレイヤーキャラクターで登場した。これまで通りパピーは連れておらず、必殺技やプロフィール、台詞やストーリーも異なる。ガルフォードは殆ど日本語で喋っているが、羅刹ガルフォードは英語のみで喋っている（ただしエンディングでは日本語で会話しており、修羅同様日本語は堪能である）。エンディングでは、ナコルルとの会話口調の印象もガルフォードと羅刹ガルフォードとでは少し異なっており、修羅より若干強気な口調で会話している。
プロフィールや台詞、エンディングからも、ガルフォードとは正義の道を進む点は同じだが、この点でも明るいガルフォードとは対照的にクールな性格のキャラクターに設定されている。一方でナコルルへの想いはストレートになっており、好みのタイプに名前を挙げている。

#### キャラクター性能（羅刹ガルフォード）
修羅より稲妻技を多用する。修羅側のパピーを使用する技は全体的に隙が大きいものが多いが、羅刹ガルフォードは高性能な突進技や一撃技を持つので攻め能力に長けている。また、修羅より飛び道具が減るため、接近戦の立ち回りになることが多い。
サムライスピリッツの全キャラクターの中でも、修羅と羅刹では闘い方が大きく変わるキャラクターである。

### 武器
ジャスティスブレード
ガルフォードが武器とする忍者刀（以下の武器設定は『侍魂』におけるもの）。庵峰、身幅せまく、重ね厚く、反りはとても浅い。十四世紀から十六世紀、ヨーロッパにおいて活躍した重装歩兵がもちいたショートソードを、ガルフォードが日本へと持ち込み、鍛え直したもの。
日本刀の切れ味の鋭さと、西洋の剣の刀身の分厚さ、その両方の特徴を兼ね備えている。また、柄の部分が特殊なゴムで覆われており、プラズマが逆流しないように配慮されている。
人目に触れない茎の部分の表には、ガルフォードが手づから彫りこんだ彼の母、姉、妹の名が刻まれており、裏には父親の遺品である弾丸がそのまま埋めこまれている。
| 刀銘         | ジャスティスブレード |
| 作           | 銘 義正              |
| 作日         | 1786年（天明六年）   |
| 刀剣の分類   | 直刀に近い彎刀       |
| 日本刀の分類 | 忍び太刀             |
| 刀身         | 二尺一寸             |
| 造りこみ     | ―                    |

### 家族
家族構成は母(マリア)、二人の姉(ルージェ、シェーラ)、妹(セレナ)、パピー、三匹の仔犬（全て雌）。女系家族である。家族は『武士道烈伝』で登場したことがある。妹のセレナは設定ではガルフォードより2歳年下だが、『武士道烈伝』のイベントCGではそうは見えない幼い少女の姿で描かれていた。『閃』のガルフォードのエンディングにおいて、母親が男性と親しげに談笑する姿を見て父と母への想いで葛藤する姿が描写されている。

#### 父の死
ガルフォードの父はサンフランシスコきっての名保安官で、無類の子供好きであり、町民から慕われていた。仕事に関しては妥協を許さないほど正義感が強く、複数人の子供を虐殺した犯人に重傷を負わせるなど悪人に対しては容赦ない制裁も辞さない性格であり、同僚に制止されたり悪人から命を狙われることもままあった。
ガルフォードの決して悪を許さない正義感の強さは、この父から受け継いだものである。しかし、ガルフォードがまだ幼い頃、無類の子供好きが災いし、無法者から子供をかばって銃撃を受けて絶命（殉職）した。父は死に際に、息子に「強くなれ」と言い残し、最期を見取ったガルフォードは泣き崩れ、「俺は強くなる」と亡き父に決意する。

### パピー
ガルフォードの一番の相棒である忍犬。パピィと表記されることもある。メスで、三匹の仔犬も産んでいる（名前はパパー、ピピー、ピパー。ガルフォードが命名。全員メス。下に行くほど強気）。パピーの英語での綴りは“Poppy”であり、「雛罌粟（ひなげし）」の花から付けられている。
『サムライスピリッツ』の設定ではボルゾイとシベリアンハスキーのハーフ。前足と後ろ足の付け根には大きな傷跡がある（前足の傷は十字傷）。
ガルフォードの衣装が『侍魂』で一新しマフラーを身に着けなくなった。そのため、『サムライスピリッツ 天草降臨』（以下『天草降臨』）まで身に着けていたガルフォードのマフラーはパピーの首につけられている。
なお、『初代』以降のパピーは二代目のパピーである。一代目のパピーは『零』で己の正義に殉じ、自分の子供(二代目パピー）を助けたガルフォードを我が身を犠牲にして救い、死亡（それまでの作品では『初代』以降のパピーが二代目であるという設定は、説明されていなかった）。一代目のパピーは日本へ渡航前に誕生しているため、次作で発表された『天下一剣客伝』のプロフィールでも出身地がジャパンとなっている。
『零』や家庭用移植版『天下一剣客伝』では一匹で参戦もする。
『サムライスピリッツ零』（以下『零』と表記）で、真鏡名ミナは他のキャラクターに対して攻撃的な発言をしているが、犬であるパピーにだけは比較的温和な対応をした。
『零』や『武士道烈伝』のおまけストーリーでは犬嫌いの千両狂死郎に怖がられる。しかし、家庭用移植版『天下一剣客伝』では「ワシも犬に慣れなければ…」と発言をしており、前述の『武士道烈伝』のおまけストーリーではパピーに助けられた際に感激している。

### ナコルルとの関係
ガルフォードの理想に近い少女、ナコルルに想いを寄せている。
『初代』のお互いの相関関係は「何となく話が合う」だった。
しかし続編の『真SAMURAI SPIRITS 覇王丸地獄変』（以下『真』と表記）になると、この二人の相関関係はガルフォード側が「惚れてる」ナコルル側が「気になる」に変化しており、以降のシリーズではこのお互いの関係が続いている。『天草降臨』のみナコルル側が「気にはしているが、（災厄が発生しているので）それどころではない」と書かれている。
『真』のガルフォードのエンディングでは、ナコルルが崩壊する大自然を守る為に、カムイ（神を意味するアイヌ語）に自分を捧げて光の中に身を投じた場面に、図らずも立ち会うことになった(その後を描いた『侍魂』で、ナコルルは光の中に身を投じた寸前に大自然に保護され生きていたことが判明する)。
『武士道烈伝』ではガルフォードとナコルルが同じパーティにいる際、ナコルルが別の衣装に着替えると、ガルフォードがナコルルを褒めるというイベントがある。
『侍魂』や『アスラ斬魔伝』のナコルルエンディングではナコルルがガルフォードを意識している描写もある。
『天下一剣客伝』では、4人のキャラクターのエンディング(ガルフォード、羅刹ガルフォード、ナコルル、パピー)に登場し、ガルフォードは4パターンの結末を迎える。『ガルフォード』のエンディングでは告白しようとしたナコルルを止めて別れを告げ、パピーとともに世界中のあらゆる悪と戦い続ける。『羅刹ガルフォード』はナコルルに「君が必要だ、俺について来い」と告白し、世界中を二人で旅をする。『ナコルル』のエンディングでは、ガルフォードはナコルルの故郷に居ついている。『パピー』のエンディングではナコルルを「新しい家族」と表記されておりガルフォードとパピーが生活を満喫していると語られている。
20年後の世界である『サムライスピリッツ新章 〜剣客異聞録 甦りし蒼紅の刃〜』には使用キャラクターとしては登場しないが、覇王丸がナコルルと会話する場面で、「多分アイツは自分の故郷でおまえを待ってるぜ」とガルフォードらしき人物の事を語る場面がある。
『SAMURAI SPIRITS(2019)』は初代以前の設定であるため初対面の扱いだが、対ナコルル勝利メッセージで「どこか悲しそうな目をしていた、どうしてだろう…」と気にかけている。またナコルルのストーリーモードにおいて、ラストボスの静御前戦の直前に固定対戦キャラクターとして登場する。理由はこの先の危険な戦いに進もうとするナコルルを止める為である。

## その他
初代サムライスピリッツ開発の構想段階では、服部半蔵が「肝蔵」、ガルフォードが「心蔵」という臓物の名前を考えられていたが、ゲームの女性ファン獲得と海外市場の獲得の為に、現在の金髪碧目のガルフォードの容姿と設定になった。また、開発陣に動物マニアの女性がいたため、パピィは予想以上に素晴らしい表情になったとのこと。。

## 技の解説

### ガルフォード

#### 投げ技
ローリングドロップ
『真』までの通常投げの1つ。相手の体を掴んで反転して瞬時に地面に叩き付ける。叩き付けたあと、ガルフォードは後方へ飛んで間合いを離す。相手に接近した状態でレバーを入れつつBボタンかABボタンを同時押しすると出る。武器の有無は問わない。
エグゼキューショナースラッシュ
『真』までの通常投げの1つ。相手の体の胴の部分に片足を引っかけて引っ張り込むように地面に倒しところに刀を振り下ろして斬り払う。服部半蔵の通常投げである「首投げ斬り」とほぼ同じ。相手に接近した状態でレバーを入れつつDボタンかCDボタンを同時押しすると発動し、武器を持っていない状態でコマンドを入力すると「レッグスルー」に変化する。
レッグスルー
『真』までの通常投げの1つで、相手に接近して武器を持っていない状態でレバーを入れつつDボタンかCDボタンを同時押しすると、この投げ技が発動する。技の流れは「エグゼキューショナースラッシュ」と同じだが、相手を投げ飛ばして間合いを離す点が異なる。
スターダストドロップ
空中投げ。『真』までは空中の相手を捕えて自身の体重を乗せた状態で地面に叩き落とす。『斬紅郎無双剣』以降は相手の体を掴んで状態で反転して頭から地面に叩き付ける。
ライトニングキック
『真』のみ使用する。アースクェイクおよび黒子に対して通常投げのコマンドを入力すると発動する専用の組み技。しゃがみ蹴りから立ち蹴りにつなげる。

#### 必殺技
プラズマブレード
一瞬身体全体から放電したあと、そのプラズマを帯びたクナイを前方へ飛ばす技。
RPG版である『武士道烈伝』では、敵一体を麻痺状態にさせる効果を持つ。また、強化版として二体の敵を同時に攻撃する「プラズマクロスブレード」が存在する。
プラズマスパーク
『侍魂』及び『アスラ斬魔伝』における羅刹の技で、「プラズマブレード」の追加技。
「プラズマブレード」を途中で放電させる。放電された雷は少しの間空中に残り、設置系飛び道具のような役割を果たす。
プラズマブレイク
『斬紅郎無双剣』にて追加された、羅刹ガルフォードの飛び道具。「プラズマブレード」とほぼ同じ技だが、飛距離に制限があり、途中で消えてしまう。
飛距離は弱から強の順で長くなり、射程に達したクナイは完全に消えるまでの間攻撃判定が残る。『天下一剣客伝』での羅刹ガルフォードはこのバージョンの方を「プラズマブレード」の名前で使用する。
『天草降臨』以後は全く別の技となり、「プラズマブレード」発動時の放電でそのまま周囲を攻撃する。『天下一剣客伝』では通常のガルフォードも使用する。
ストライクヘッズ
相手を掴んで空高く飛び上がったのち、頭から叩き落とす投げ技で、服部半蔵の「モズ落とし」と同様のもの。『真』以降は落下時に落雷するようになった。『斬紅郎無双剣』〜『アスラ斬魔伝』では羅刹が使用。
ダッシュストライクヘッズ
ダッシュ状態から出せる「ストライクヘッズ」。後方に超高速で跳び上がってから地面に叩き付ける。落下時の落雷は起こらないが、相手は感電する。
技の性質は服部半蔵の「忍法 モズ落とし-颯」とほぼ同じだが、威力は通常の「ストライクヘッズ」に劣る。また、跳び上がってから地面に叩き付けるまでにかかる時間が「ストライクヘッズ」より僅かに長い。
ローリングクラッシュ
『斬紅郎無双剣』にて追加された、修羅ガルフォードのコマンド投げ。掴んだ相手を画面端へ叩き付けた直後にパピーが体当たりを仕掛ける技。
威力は高く、各種補正を除いた攻撃力は武器飛ばし技に並ぶが、決まらずに空振りしたときの隙も大きい。
また、パピーが攻撃する技を出した直後など、パピーが待機状態に戻っていない場合はパピーの体当たりが発動せず投げのみとなってしまうため威力が大幅に落ちる。
シャドーコピー / シャドーコピー（レフト/ライト）
その場で正面を向いて、印を結んで煙を残して消えたのち、自分の幻体と一緒に回転する分身の術。半蔵の「忍法 影分身」に相当する技。
『初代』では四体、『真』以降では二体に分身して惑わす。ボタンによって本体の位置を決めることができる。
『真』までは、相手が幻体を攻撃の方を攻撃した場合、そこに稲妻を放つ爆弾を残し、相手にダメージを与えることができたが、『斬紅郎無双剣』以降は爆弾による攻撃が削除された上、分身中に相手が攻撃を出すと必ず本体の方を向くようになっているため、幻惑する能力は落ちた（「忍法 影分身」も同様）。
プラズマファクター（立ち/しゃがみ）
『斬紅郎無双剣』にて追加された、羅刹ガルフォードの技。雷を帯びた強斬り。コマンドによって立ち攻撃としゃがみ攻撃を使い分けることが可能で、通常の強斬りと同様に立ち状態のものは近距離と遠距離でグラフィックが異なる。
中斬りをキャンセルして出せば連続技になる。素手時はパンチ攻撃に雷を纏わせたものだが、素手時にこの技を決めると、相手の体力を半分以上奪う上に一気に気絶させることも可能という驚異的な性能を持つ。
『天下一剣客伝』では通常技から追加入力で雷が発生する形になっている。
『武士道烈伝』でのこの技は敵一体に対するガード不能の決め技となっており、敵を麻痺状態にさせる効果を持つ。
ライトニングスラッシュ
『斬紅郎無双剣』にて追加された羅刹の技。素早く突進して当たった相手を後方へ蹴り飛ばし、落ちてきたところを横薙ぎに斬る。
始動の突進と蹴りにはダメージがなく、画面端を背負った状態で至近距離の相手に当てた場合、斬撃が空振ってしまいダメージを与えられないという弱点がある。
レプリカアタック（ヘッド/リア）
その場で姿を消し、相手の頭上から落下しつつ攻撃する技。素手の場合は攻撃が蹴りとなる。ヘッドは相手の正面、リアは相手の背面から落ちてくる。半蔵の「忍法うつせみ天舞」に相当する技。
初代と『真』、『武士道烈伝』での技名は「リア・レプリカアタック」。
イミテイトレプリカ（ヘッド/リア）
空蝉の術。相手の斬り技による攻撃を受けた瞬間に丸太と入れ替わり、「レプリカアタック」を出す。『天下一剣客伝』の羅刹ガルフォードが使用するものは、挑発の仕草を行い、そこに攻撃を受けると発動する形になっている。
初代と『真』での技名は「ヘッド・レプリカアタック」。
ライトニングウェイブ
『武士道烈伝』にて使用する技。地面に刀を突き立て、地面を這うように進む雷を放つ。
ラッシュドッグ
ガルフォードの掛け声と共に、パピーが短距離を突進して体当たりを仕掛ける。『真』までは弱と強が存在し、強は弱よりも射程と弾速が上昇する代わりに隙が大きい。
なお、「〜ドッグ」と名の付く突進技は、パピーがガルフォードの背後に待機している状態でなければ使用不可能である。また、一度掛け声が再生されたあとであればガルフォード本体が攻撃を受けてもパピーの突進は発生するが、突進中のパピーが攻撃を食らうとその時点で攻撃力を失い、ガルフォードの元へ戻ってくるまでパピーを使役する技は出せなくなる。
マシンガンドッグ
ガルフォードの掛け声と共に、パピーが突進して相手に連続で噛み付く。パピーが突進する前に一回転するため「ラッシュドッグ」よりも突進の開始が遅いが、ヒットすれば、食らって怯んでいる相手に追撃ができる。
ダイビングドッグ
『初代』でのみ使用する技。ガルフォードの掛け声とともに、パピーが突進して相手を押し倒す。
レプリカドッグ
ガルフォードの掛け声とともに、パピーが姿を消して相手の上空から落ちてくる技。
『武士道烈伝』では、敵一体を混乱状態にさせる効果を持つ。
ショットガンドッグ
『武士道烈伝』にて使用する技。パピーが連続で飛び掛かり、敵全体にダメージを与える。
オーバーヘッドクラッシュ
ガルフォードとパピーが飛び上がり、パピーをサッカーボールのように蹴り飛ばす技。
この技のパピーは完全無敵状態で、飛び道具とぶつかってもそれを相殺しながら飛び、画面端か地面に接触した時点で一回だけ跳ね返る。
プラズマドッグ
『斬紅郎無双剣』にて追加された修羅の技。雷を纏ったパピーが突進する。
突進までに若干時間が掛かるが、突進距離は「ラッシュドッグ」よりも大幅に長い。
ストライクドッグ
『侍魂』および『アスラ斬魔伝』における修羅の技。
突進したパピーが「ストライクヘッズ」をする。落下時には落雷する。
チェンジドッグ
『天下一剣客伝』にて追加された技。ラッシュドッグ及びマシンガンドッグ中にコマンド入力で派生するもので、パピーを突進させたのち、再度の掛け声とともにパピーが動作を切り替える。
切り替える動作は「チェンジラッシュドッグ」「チェンジレプリカドッグ」「チェンジストライクドッグ」の三つで、「ラッシュ」は回転しながら斜め上に跳び上がって体当たりし、「レプリカ」は後述の「レプリカドッグ」、「ストライク」は「ストライクドッグ」を繰り出す。

#### 武器飛ばし技など
M.S.D(メガストライクドッグ)
『真』での武器破壊技。『天下一剣客伝』では秘奥義。
ガルフォードの掛け声とともにパピーが突進、連続で攻撃を仕掛ける。
『天下一剣客伝』では、この技のみ発動時の時間停止がない。
『武士道烈伝』では、攻撃を決めた敵を麻痺状態にさせる効果を持つ。
バックスタブ
『真』における秘奥義で、半蔵の「忍法 影舞」に相当する技。
ガルフォードが印を結んで煙の中に消えると、一定時間、画面から姿が消えた状態で動けるようになる。
ガルフォードが煙に包まれて消える瞬間は無敵状態。半蔵の「忍法 影舞」よりも発動時の隙が少ないのだが、パピーは消えずにそのままガルフォードについて回るため、ガルフォードの位置を相手に悟られやすいという欠点がある。
プラズマドライヴ
『武士道烈伝』における秘奥義。
「妖花慟哭之章」の修行場でのみ習得可能な秘奥義で、「プラズマブレード」の強化版。
ダブルメガストライクヘッズ（ヘッド/リア）
『斬紅郎無双剣』にて追加された、修羅ガルフォードの武器飛ばし技。
パピーと共に姿を消した直後、上空から二人のガルフォードが降下しながら攻撃する。それが決まると着地後に相手を挟む形で乱舞攻撃を仕掛けて、とどめに二人で「ストライクヘッズ」を決める。なお、もう一人のガルフォードは変身したパピーである。
ガルフォード本体が変身したパピーよりも一瞬早く降下して始動の攻撃を行い、この本体攻撃がガードされた場合は乱舞攻撃が発生しない。ボタンによって、相手の前後どちらに本体が降下するかを選択することができる。
『天下一剣客伝』では単体での「レプリカアタック」の後に分身する。
『武士道烈伝』では強化一段階目（初期段階）の超奥義であり、二段階目が「ダブルギガストライクヘッズ」、三段階目（最終段階）が「ダブルテラストライクヘッズ」という名称になっている。
L.S.T(ライトニングストライクスリー)
『斬紅郎無双剣』にて追加された、羅刹ガルフォードの武器飛ばし技。
雷を帯びて突進後に相手を投げ、落ちてきた相手を左右別方向から2回蹴り上げ、その後に上空に現れて相手を掴んで「ストライクヘッズ」でとどめを刺す。
「ライトニングスラッシュ」と同様に発生は早く、中斬りからキャンセルで出せば連続技として成立する。
サンダーブレイクキャノン
羅刹ガルフォードの『アスラ斬魔伝』及び『剣客伝』での秘奥義。身体から雷を立ち昇らせ、さらにそれを落とす。
絶・ヘブンズウルフ・バッドファング
『零SPECIAL』での絶命奥義。
ガルフォードの指示でパピーが噛み付き等の連続攻撃を仕掛け、最後は「レプリカドッグ」のように空中から回転しつつ体当たりし、ガルフォードがポーズを取ると同時に相手は縦真っ二つになって倒れる。
ジャスティスインパルス・エックス
『SAMURAI SPIRITS (2019)』での秘奥義。
連続斬りのあと相手を蹴り上げて宙高く浮かせ、パピーがジャンプし空中に投げられた刀を咥えて「レプリカドッグ」のように回転しながら体当たりし、相手を地面に叩き付ける。最後はガルフォードとパピーがポーズを取ると同時に地面に突き刺さった刀に雷が落ちて相手を吹き飛ばす。

### パピー

#### 必殺技
ラッシュドッグ
突進して体当たりを仕掛ける。『天下一剣客伝』では下記の追加攻撃を出せる。
ラッシュドッグ（ローリング）
突進後、体を回転させながら山なりにジャンプして体当たりする。
ラッシュドッグ（ラッシュ）
突進後、さらに突進する。
マシンガンドッグ
突進後、相手に噛み付く。
『天下一剣客伝』で「チャイルドドッグ」を使用して仔犬を呼び出している場合、弱・中では仔犬も一緒に突進し、強では仔犬のみを突進させる。
レプリカドッグ（ヘッド/リア）
その場で姿を消し、相手の上空から落ちてくる。
ローリングドッグ
『天下一剣客伝』でのみ使用する。「レプリカドッグ」の空振り中にのみ出せる追加技。
ストライクドッグ
パピーが「ストライクヘッズ」をする。落下時には落雷する。
チャイルドドッグ
『天下一剣客伝』でのみ使用する。一度大きく吠え、仔犬を呼び出す。
1回の入力で1匹、最大3匹まで呼び出すことが可能で、呼び出された仔犬はパピーの後ろを付いていく。仔犬は「マシンガンドッグ」を発動して攻撃に参加させた場合、攻撃後に帰っていく。

#### 武器飛ばし技
プラズマストライクドッグ
『零』での武器飛ばし技。
身体に電を帯びながら突進し、「ストライクヘッズ」で相手を地面に叩き付ける。落下時には落雷する。
メガストライクドッグ
『天下一剣客伝』での武器飛ばし技。
ひとしきり吠えたのち、相手に乱舞攻撃を叩き込み、とどめに「ストライクドッグ」をきめる。

## キャスト
- Kay稲毛-旧名：稲毛一弘（『初代』〜『斬紅郎無双剣』、『閃』）
- 小市慢太郎（『天草降臨』〜『零SPECIAL』、『天下一剣客伝』（サムライスピリッツ六番勝負「アレンジ」ボイス）武士道烈伝、OVA『SAMURAI SPIRITS 2 アスラ斬魔伝』）
- 間島淳司（『天下一剣客伝』）
- 駒田航（『SAMURAI SPIRITS (2019)』）
- 高木渉（アニメ『サムライスピリッツ〜破天降魔の章〜』）
- 関俊彦（CDドラマ『電撃CD文庫 サムライスピリッツ』）

## 関連人物
- ナコルル - 『零』以降面識を持つ事になる人物、友人、ガルフォードが好意を抱く女性
- パピー - 相棒の忍犬
- シャルロット - 『零』以降面識を持つ事になる人物、友人
- 服部半蔵 - 師匠・綾女の夫
- 王虎 - 友人
- アースクェイク - 兄弟子
- 天草四郎時貞/天草四郎時貞（悪） - 敵視
- 綾女 - 師匠、服部半蔵の妻
- アンブロジァ/アンブロジア - 敵視
- ナインハルト・ズィーガー - 友人
- 羅将神ミヅキ - 敵視
- 壬無月斬紅郎 - 敵視